# GFAP

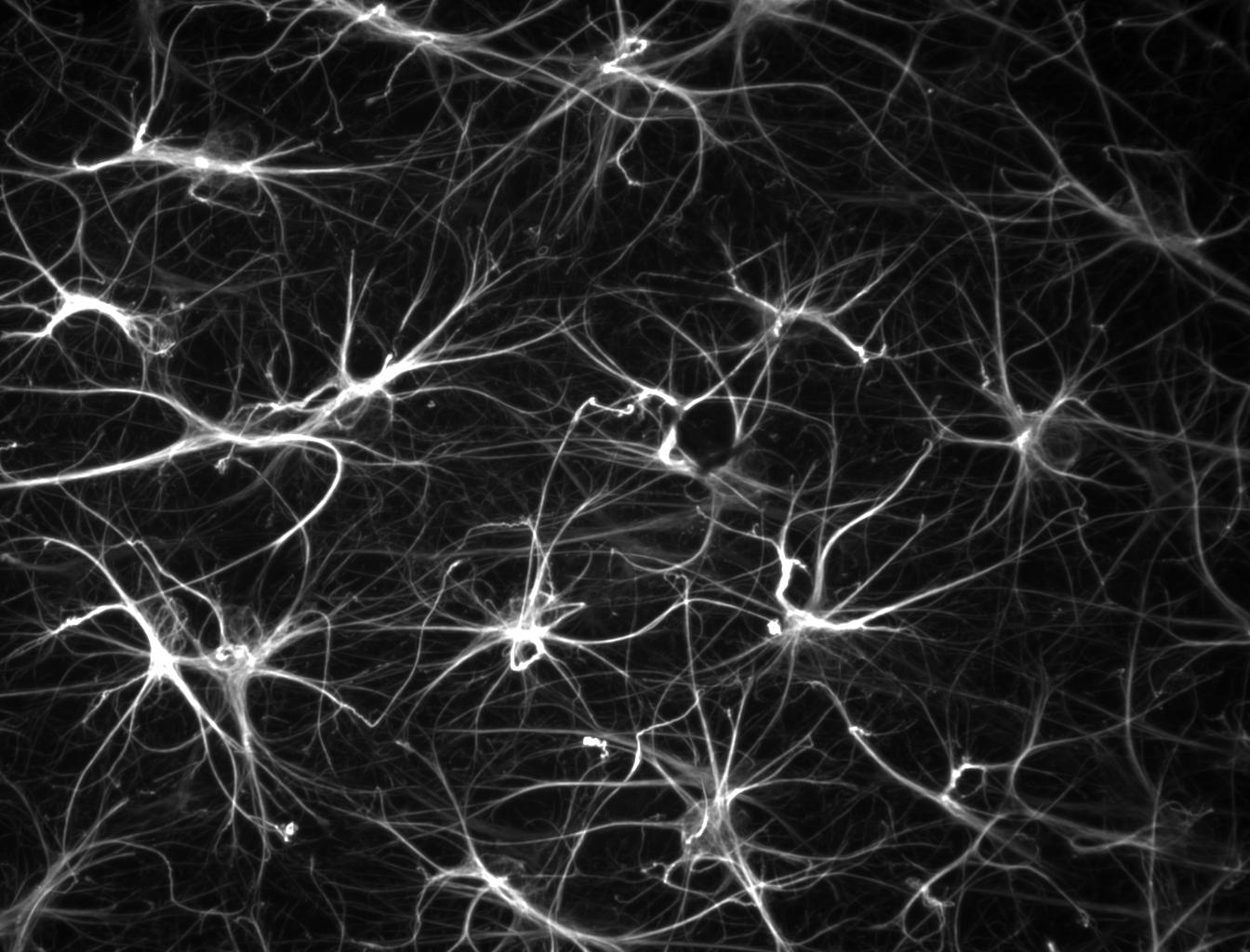
GFAP en immunofluorescence montrant des astrocytes d'hippocampe de souris.

La protéine acide fibrillaire gliale (de l'anglais, Glial fibrillary acidic protein ou GFAP) est un filament intermédiaire présent dans certaines cellules gliales du système nerveux central, les astrocytes notamment. Décrite pour la première fois en 1971, chez l'Homme, le gène codant cette protéine de type III est 17q21. Elle est étroitement liée aux autres protéines du cytosquelette de cellules non épithéliales, à savoir, la vimentine, la desmine ou encore la périphérine. Cette protéine participe au maintien de l'effort cellulaire et à sa forme, ainsi qu'au fonctionnement de la barrière hémato-encéphalique.

## Structure
Cette protéine appartient à la famille des filaments intermédiaires de type III, et contient trois domaines transmembranaires, dont la portion la plus conservée correspond à la partie hydrophobe de la protéine. La séquence d'ADN spécifique pour cette région de la protéine peut différer entrer plusieurs gènes de protéines de filaments intermédiaires de type III, cependant la structure de la protéine est conservée.

## Expression de la protéine
Il existe de nombreux mécanismes de régulation de la quantité de GFAP produite par la cellule, notamment la sécrétion de cytokines et d'hormones. Une hausse de l'expression de cette protéine est évidente dans certaines situations, appelées « activation astrocytaire ». Au cours du développement, la vimentine, un autre filament intermédiaire de type III, est associée au GFAP dans les cellules gliales immatures (ainsi que dans les gliomes, qui sont des tumeurs). La GFAP et la vimentine ont une structure « tête-à-tête », ce qui laisserait supposer que leurs fonctions associées sont très différentes de leurs fonctions individuelles.[réf. souhaitée]
Dans les cellules matures, la propriété la plus étudiée de la GFAP est sa phosphorylation, qui peut se réaliser sur cinq sites différents de la protéine. Cette modification post-traductionnelle altère la charge du domaine de la tête de la protéine, ce qui a pour conséquence la désagrégation des filaments. Il existe un équilibre stable entre la quantité de GFAP présente sous forme filamenteuse et libre, et l'importance fonctionnelle de son altération n'est pas entièrement comprise.